# アブデュルアズィズ

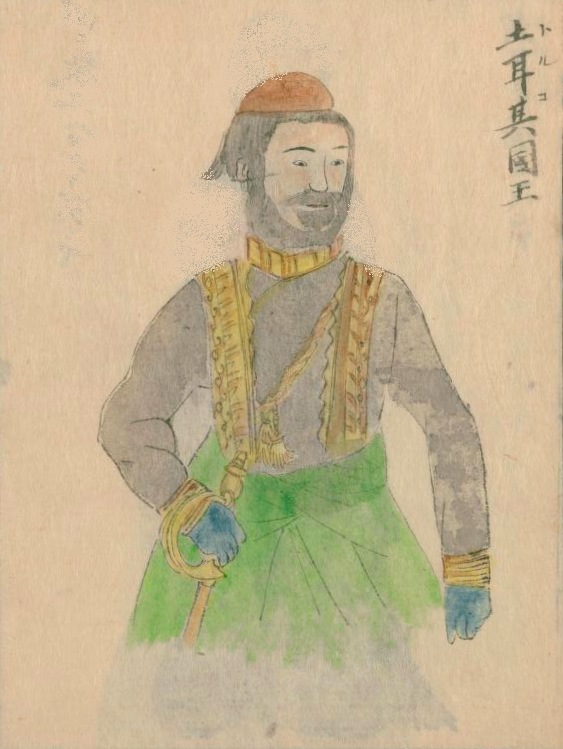
アブデュルアズィズ。文久遣欧使節漢方医高嶋祐啓画。一行は渡欧途中にオスマン帝国領エジプトに寄港した

アブデュルアズィズ（Abdülaziz, 1830年2月9日あるいは2月18日 - 1876年6月4日）は、オスマン帝国の第32代皇帝（在位：1861年 - 1876年）。第30代皇帝マフムト2世の子で、第31代皇帝アブデュルメジト1世の弟。子にアブデュルメジト2世。

## 生涯

### 即位前
アブデュルアズィズは1830年にマフムト2世とコーカサス出身のペルテヴニヤル・スルタンとの間に生まれた。マフムト2世の時代にすでに皇子を幽閉する黄金の鳥籠制度は廃止されていたため(家族を持つのはアブデュルアズィズの治世中から許される)、アブデュルアズィズは自由に生活をしておりフランス語を勉強するなどして過ごしていた。

### 西洋訪問と海軍整備

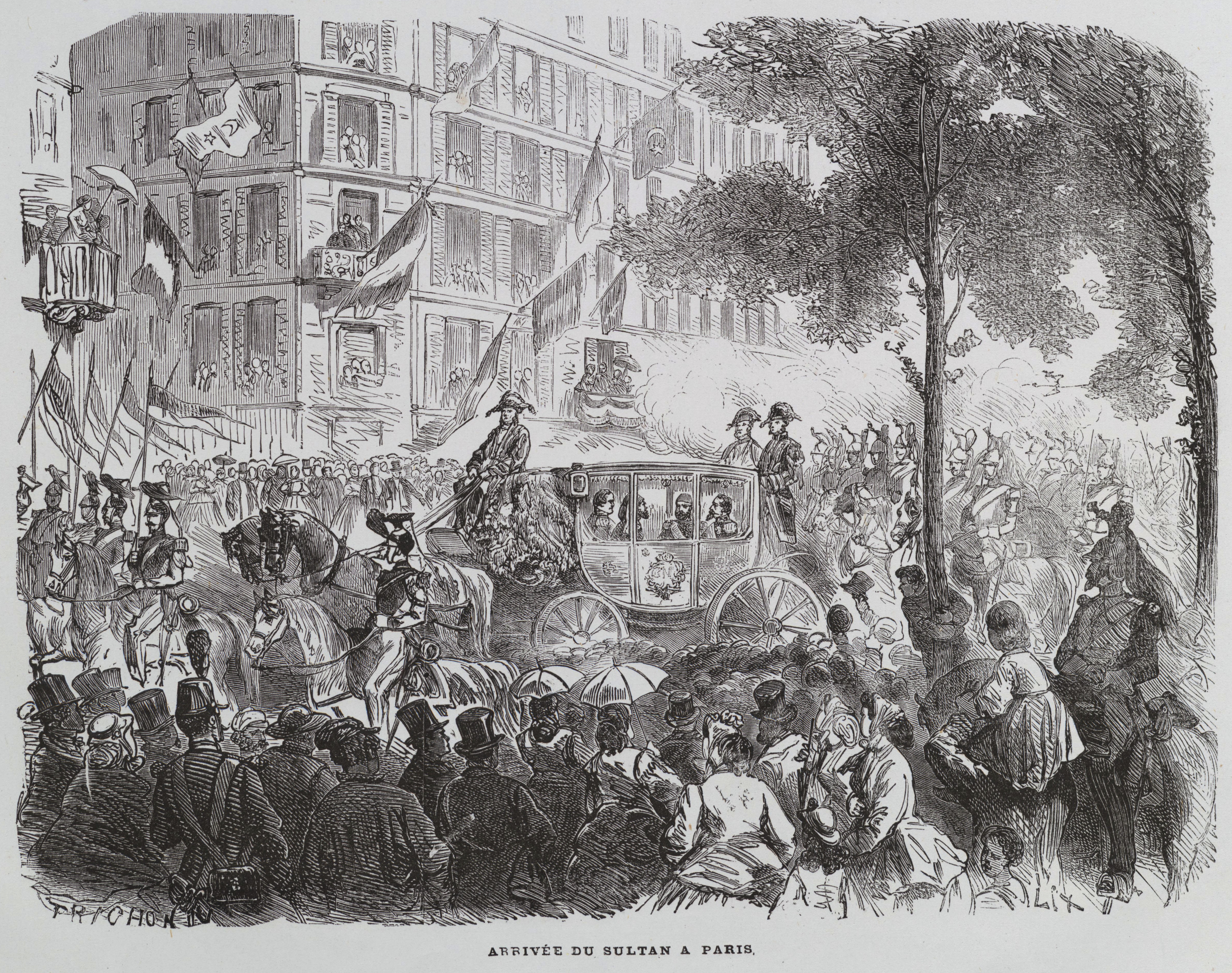
パリ万国博覧会に出席するためパリを訪問するアブデュルアズィズ（馬車中央の人物。右隣はナポレオン3世）

1861年、兄のアブデュルメジト1世の後を継いで即位する。
1867年にはパリで開催中だった万国博覧会の視察を目的に、オスマン帝国の皇帝としては史上初となる西欧諸国歴訪を行った。このときイギリスのビクトリア女王やフランスのナポレオン3世と面会してきいる。この時ビクトリア女王からガーター勲章を受章した。その折に列強の持つ装甲艦に魅了された彼は、のちに海軍力の増強に力を入れたため、この時期のオスマン帝国海軍は軍艦の保有数だけでは世界有数となった。また、パリ、ロンドン、ウィーンなどの博物館も視察し、帰国後にイスタンブール考古学博物館を設立した。1869年にはこんどはナポレオン3世の皇后のウジェニーが訪問してきており、イギリス皇太子のエドワード王子もイスタンブールに二度訪問している。
この時代、兄の時代から始まっていた近代化政策も引き継いでおり、1863年にはオスマン帝国で初めて切手が発行され、報道とジャーナリズムに対する規則を設け(1864)、オスマン帝国中央銀行の再編(1863)、オスマン帝国証券所の設置(1866)、新たな行政区画(1864)、地方議会の設置(1868)、裁判所の設置(1868)、国務院の設置(1868)、メジェッレという16項目1851項目で構成された民法典の制定(1869)、宗教や民族に関係なくオスマン帝国の市民権を得られる国籍法の制定(1869)、消防署の設置(1871)、などをした。
教育面では、初めての近代的な大学(1861)、工業学校(1865)、フランス語教育と高等教育を行うガラタサライ学校の(1868)、女性教師を育成する学校(1870)、鉱山学校(1874)を開校した。1869年には公教育法を制定し、全土に初等中等の学校が設置された。1875年に万国郵便連合に加入した。
アブデュルアズィズはこのような開明的な一面を持つ一方、帝国の財政が悪化しているのを顧みずにいたずらに宮殿の造営などの乱費を繰り返した。また、贅沢な気晴らしと賄賂を求めてエジプトなどの各地を漫遊し、その浪費と専制ぶりは知識人青年の反発をまねくほどであった上、アーリ・パシャやフアト・パシャらタンジマート諸改革を進める実務官僚の努力を無にする発言も多く、アーリ・パシャも国益や手続きを無視して賄賂収受に余念がないアブデュルアズィズに対し、剛毅な姿勢で諫言している。
なお、力を注いだ海軍整備も、多くの艦船は外国製の中古で艦長もお雇い外国人であった。このため造船・操船とも技術が根付くことはなかったばかりか、艦船の購入と維持にかかる莫大な費用が国家財政を圧迫することとなった。そして、これらにかかる費用は公債で資金調達されたため、帝国の財政の負担はますます増し、1873年にアナトリアを襲った飢饉と、同年にヨーロッパに訪れた不況が重なった結果、オスマン帝国が事実上の破産状態に陥ることとなった（1875年）。オスマン帝国は財政再建と債務の返済のために帝国の農家に対して増税したが、これがバルカン半島の諸民族の反発を招き、ヘルツェゴビナやブルガリアで反乱がおきることとなった。

### エジプトとの関係
アブデュルアズィズは1863年間にエジプトを訪問しそこでイスマーイール・パシャと面会している。エジプトでは現地の高官から賄賂を受け取り、その金で豪遊した。
1867には今度は逆にイスマーイール・パシャがイスタンブールを訪れ、エジプトから外交権以外の自由な権限を拡大するように要求される。これは前年にエジプトに対して貢納金を増額したことの見返りをされた形であった。アブデュルアズィズは代わりにイラン国王を連想させるへディーヴの称号をあたえることで妥協した。しかしその後もエジプトから金を巻き上げてはイスマイール・パシャの要求(エジプトに否定的な大宰相の解任など)を認めている。

### 新オスマン人の台頭
アブデュルアズィズは西洋化そのものには積極的であったが、自らの権力に制限を加えることになる憲法や議会の創設には否定的であったため、「新オスマン人」と呼ばれる若い知識人を中心に反専制運動が起こり、1870年頃からは、都市部では保守的な神学生までアブデュルアズィズ退位を求めるデモに参加するほどであった。
新オスマン人は愛国的な言論活動を行っており、新聞を通じて急激にその思想が広がりカフェなどで言論が形成されていった。例えば、ナムク・ケマルの「諸情勢の翻訳者」や「世論の注釈」などの出版物は世論の形成に確実に貢献していた。しかしアブデュルアズィズから見てみればナショナリズムや愛国心を煽ることは帝国の解体に繋がる危険な思想でしかなく、1860年代後半からは新オスマン人に対して言論弾圧を行い始めた。代表的な事件は1872年にナムク・ケマルの「祖国またはシストリア」という戯曲を発禁処分とし、著者もキプロスに追放された事件である。
「祖国またはシストリア」はクリミア戦争中、国境防衛をしていた勇敢な青年将校がシストリア要塞でロシア軍に対抗したのを題材にした作品であったがそれすらもスルタンは危険と見なした。

### バルカン半島の反乱
治世の初期のころからバルカン半島では反乱が頻発しており、即位の年に起きたモンテネグロの反乱(1861-1864)は鎮圧したもののモンテネグロ問題はこれより後も帝国の頭を悩ますこととなった。また、セルビアでも反乱がおき(1862-1867)、その結果セルビアの独立こそは認めなかったものの、そこから軍隊を撤退させることとなった。クレタ島の反乱(1866-1867)は大宰相のメフメト・エミン・アリ・パシャの手によって鎮圧に成功した。
アブデュルアズィズの晩年には農家に対する課税の反発によるヘルツェゴビナの反乱(1875-1876)、そして1867年から起きていたブルガリアにおける小規模な武装闘争は1876年の4月蜂起で最高潮に達し、これが同年の露土戦争につながることになる。

### クーデターと廃位
1871年にかつてタンジマートを牽引したメフメト・エミン・アリ・パシャが死去するとアブデュルアズィズの忠臣のネディム・パシャが大宰相となった。ネディム・パシャは親露派であったため、ネディモフと世間から呼ばれ、また、忠臣を大宰相にしてからはアブデュルアズィズは急速に強権的になっていった。しかし次第に強権政治に不満が高まり、新オスマン人の思想が徐々に広まっていった。
1876年にイスラム学院の学生らが起こした騒擾をきっかけに改革派の支持を背景にしたクーデターがおきた結果、憲政樹立を主張するミドハト・パシャらによって廃位され、甥のムラト5世が即位した。廃位後に幽閉され、その数日後に自殺した。病死とも毒殺ともいわれている。アブデュルアズィズが自殺した部屋はかつてセリム3世が殺害された場所でもあったため、他殺説が当時から囁かれ、のちにアブデュルハミト2世の時代に調査が行われ、他殺であると結論が出された。

## 人物像
アブデュルアズィズの身長は非常に高く、歴代の皇帝の中で稀にみる大変な巨漢でもあった。金銭に対してはルーズにして貪欲であり、オスマン駐在外交官のひとりは彼を評して「金銭病にとりつかれたスルタン」と述べた。かれは、鳥や野生動物を異常なほど愛玩する趣味をもち、大金を費やしてパリやスーダンから大量のオウムや珍獣を取り寄せている。